# Chloritgefäß

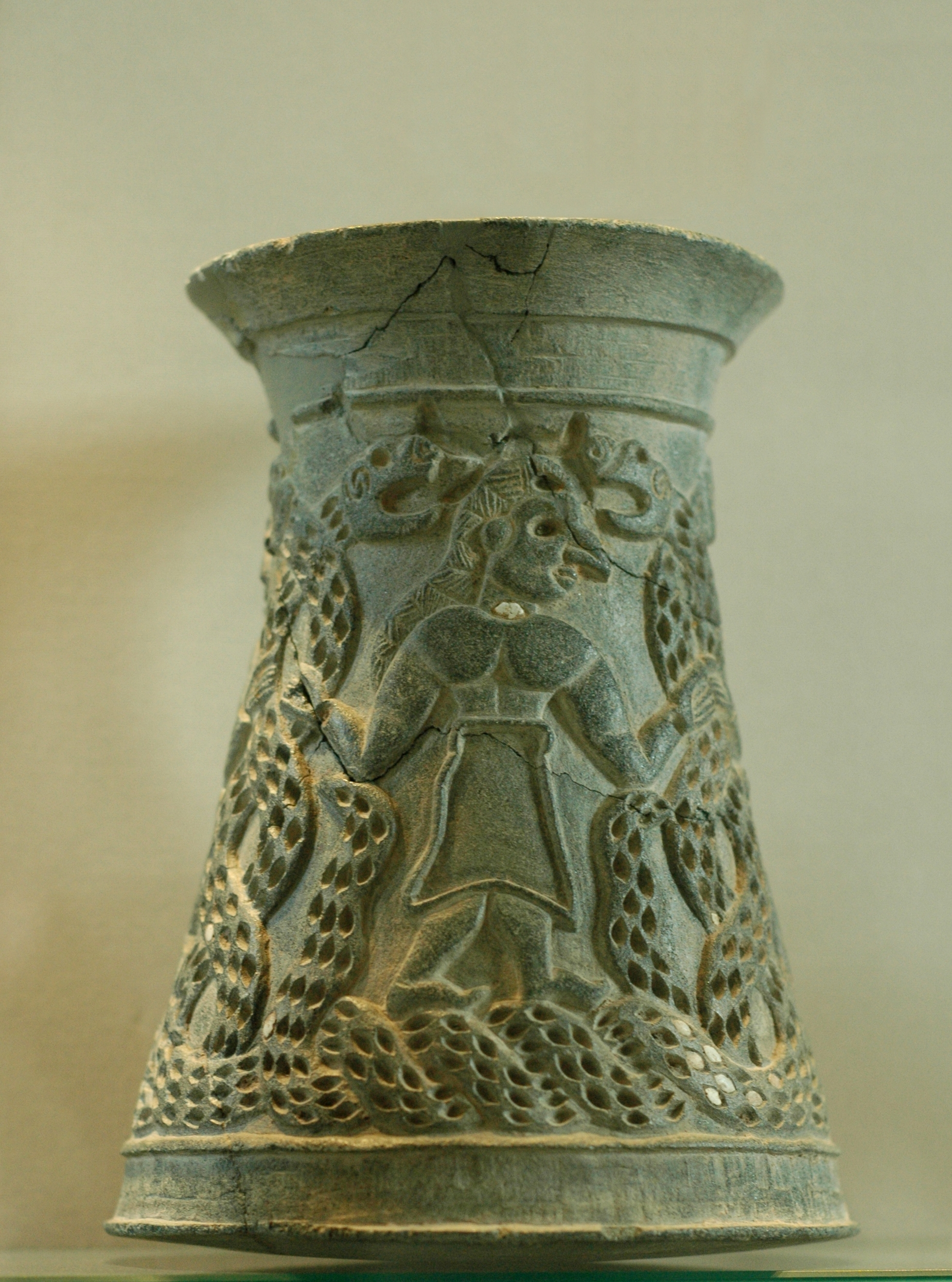
Chloritgefäß, Herkunft unbekannt, evtl. Südosten Irans

Chloritgefäße sind Gefäße aus den Chloritmineralen. Sie finden sich an vielen Fundorten des dritten vorchristlichen Jahrtausends in Vorderasien und waren ein beliebtes Handelsgut im dritten Jahrtausend v. Chr.
Die Gefäße sind meist mit erhabenem Relief dekoriert und zeigen Architekturdarstellungen oder Tierszenen. Unter den Tierszenen sind vor allem kämpfende Schlangen sehr beliebt.
Das westlichste Beispiel fand sich in Palmyra, das östlichste in Mohenjo-Daro, im Industal und in Sochte, im heutigen Usbekistan. Die meisten Exemplare stammen aber aus dem Zweistromland und vor allem von der Insel Tarut, in Saudi-Arabien (über 200 Exemplare, die jedoch nicht bei wissenschaftlichen Grabungen zu Tage kamen) und aus Tepe Yahya im heutigen Südost-Iran. Die weite Verbreitung dieser Gefäße gilt als Musterbeispiel für das gut ausgebaute Handelsnetz im dritten vorchristlichen Jahrtausend.

## Weitere Chloritgefäße

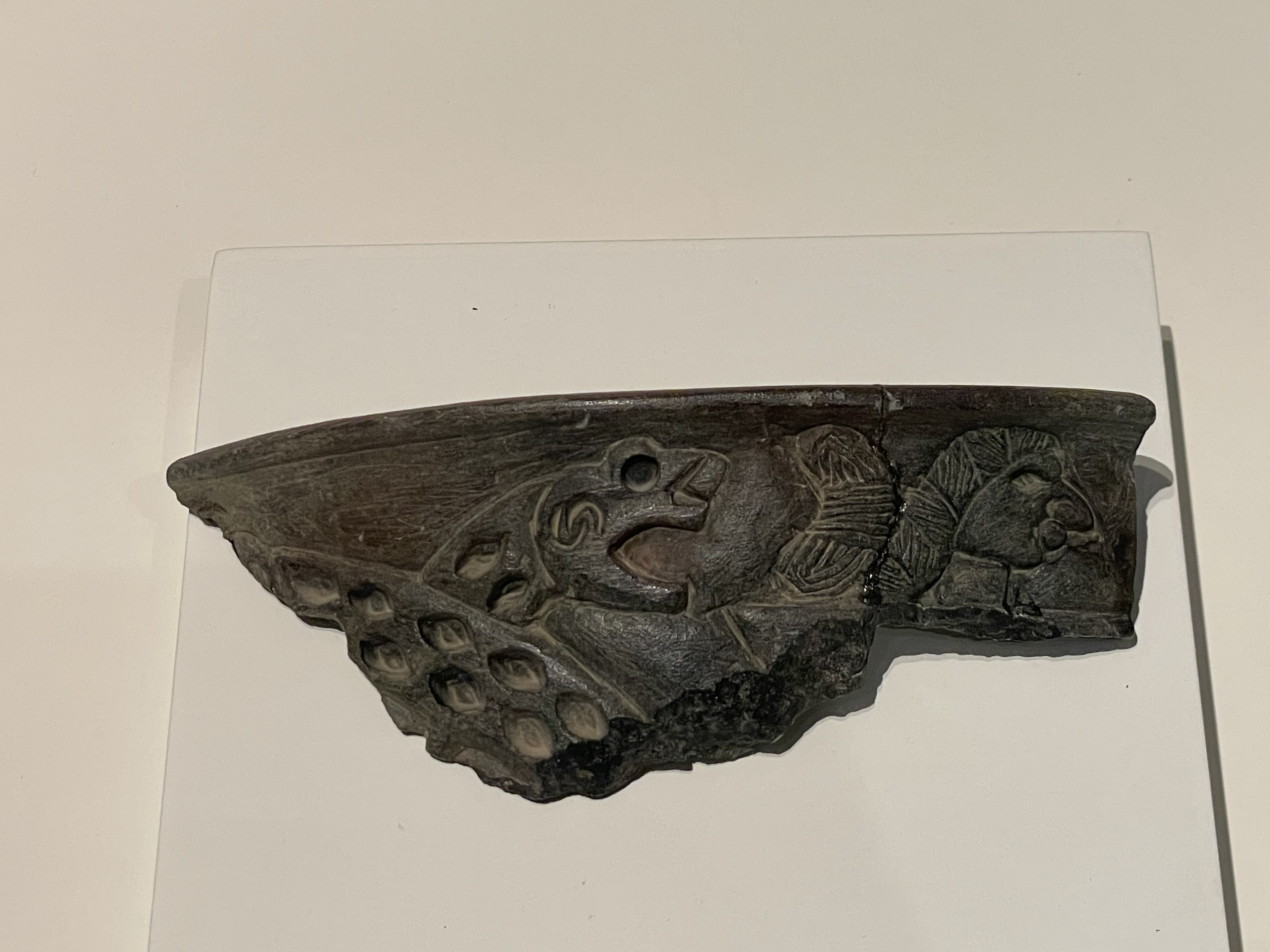
Fragment der Insel Tarut, Frühdynastische Zeit, Nationalmuseum Saudi-Arabien Nr. 2660
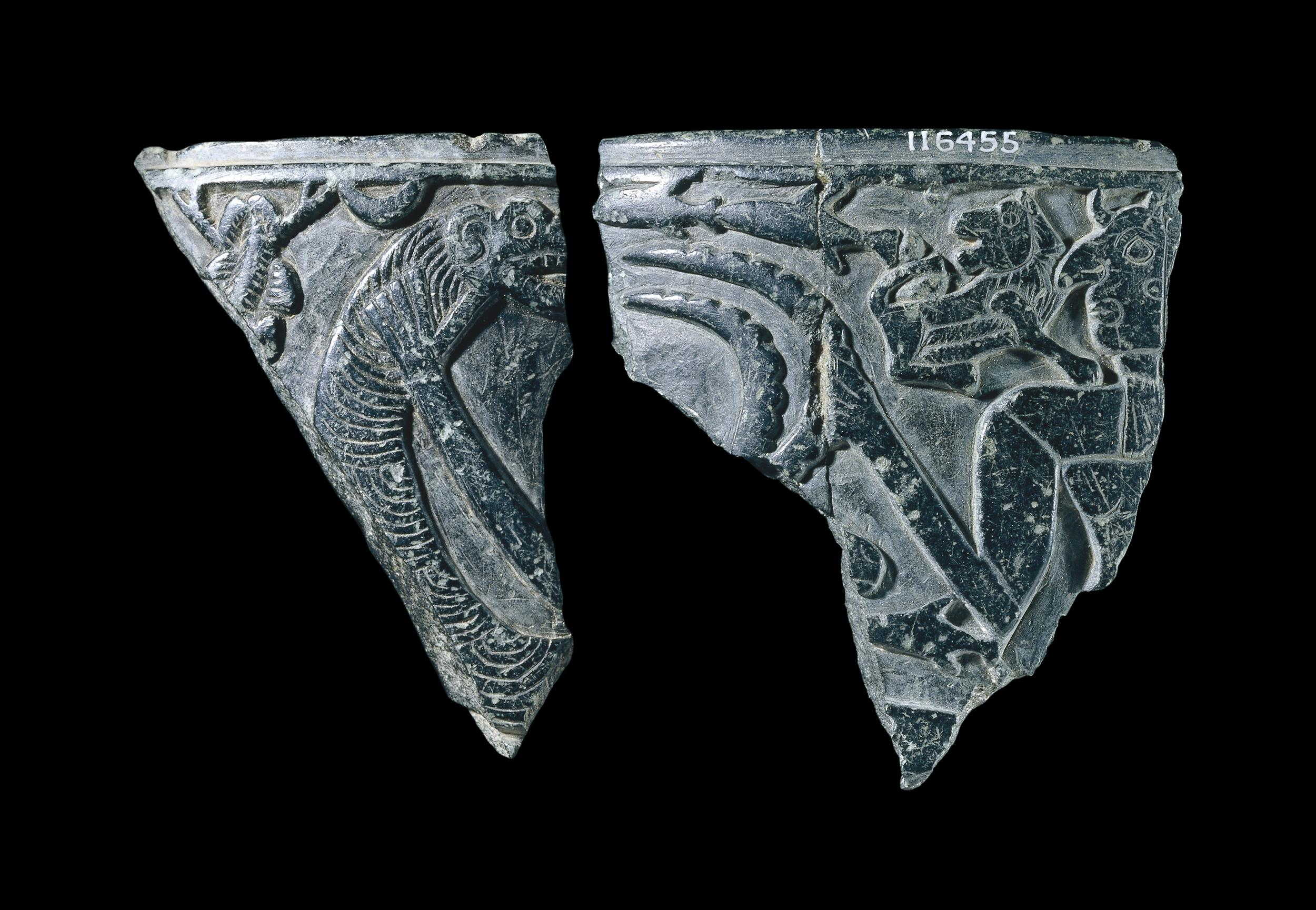
Fragment einer Box aus Ur, 2300–2270 v. Chr., British Museum BM116455
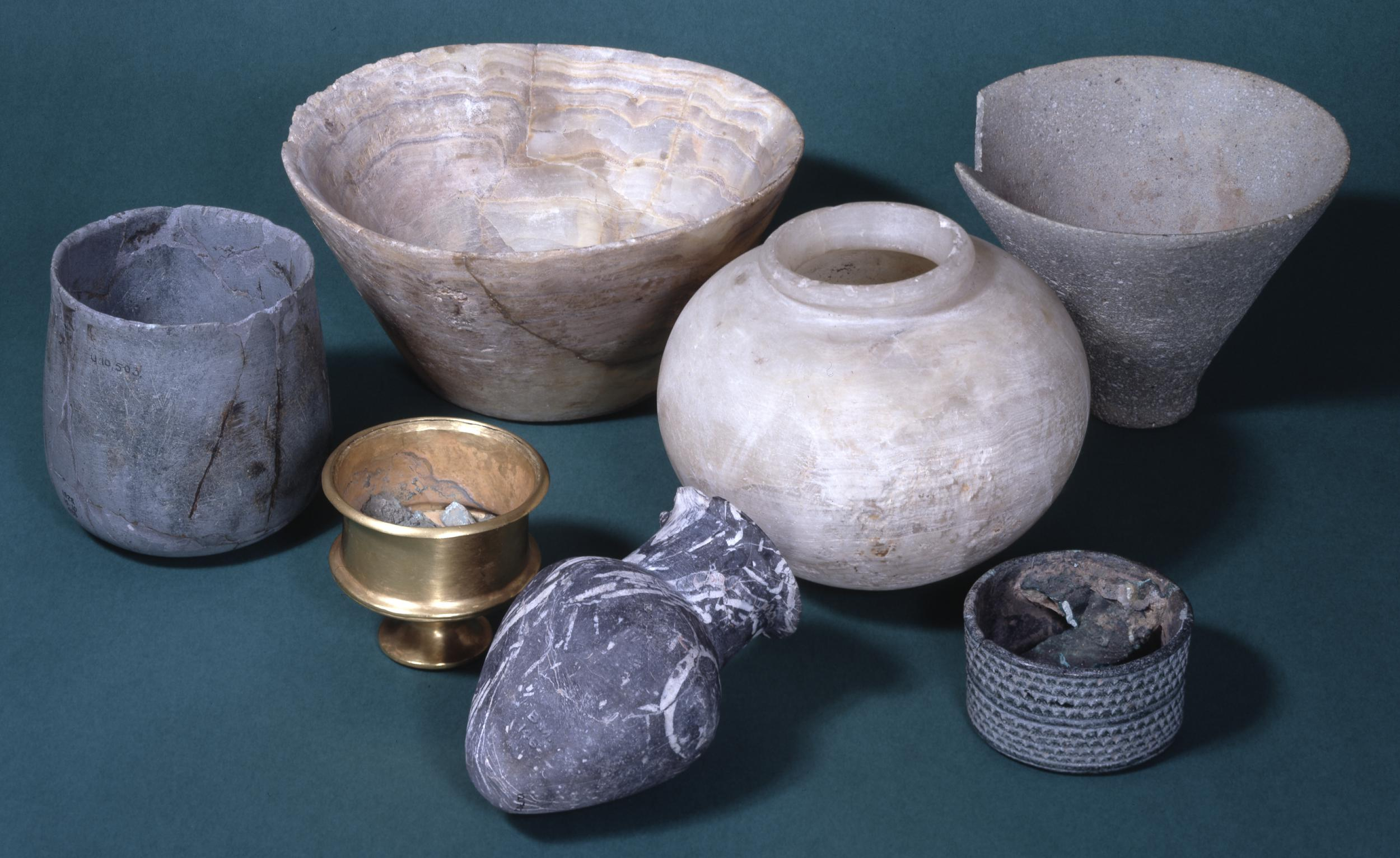
Gefäße aus den Königsgräbern von Ur, 2600 v. Chr., British Museum BM121700
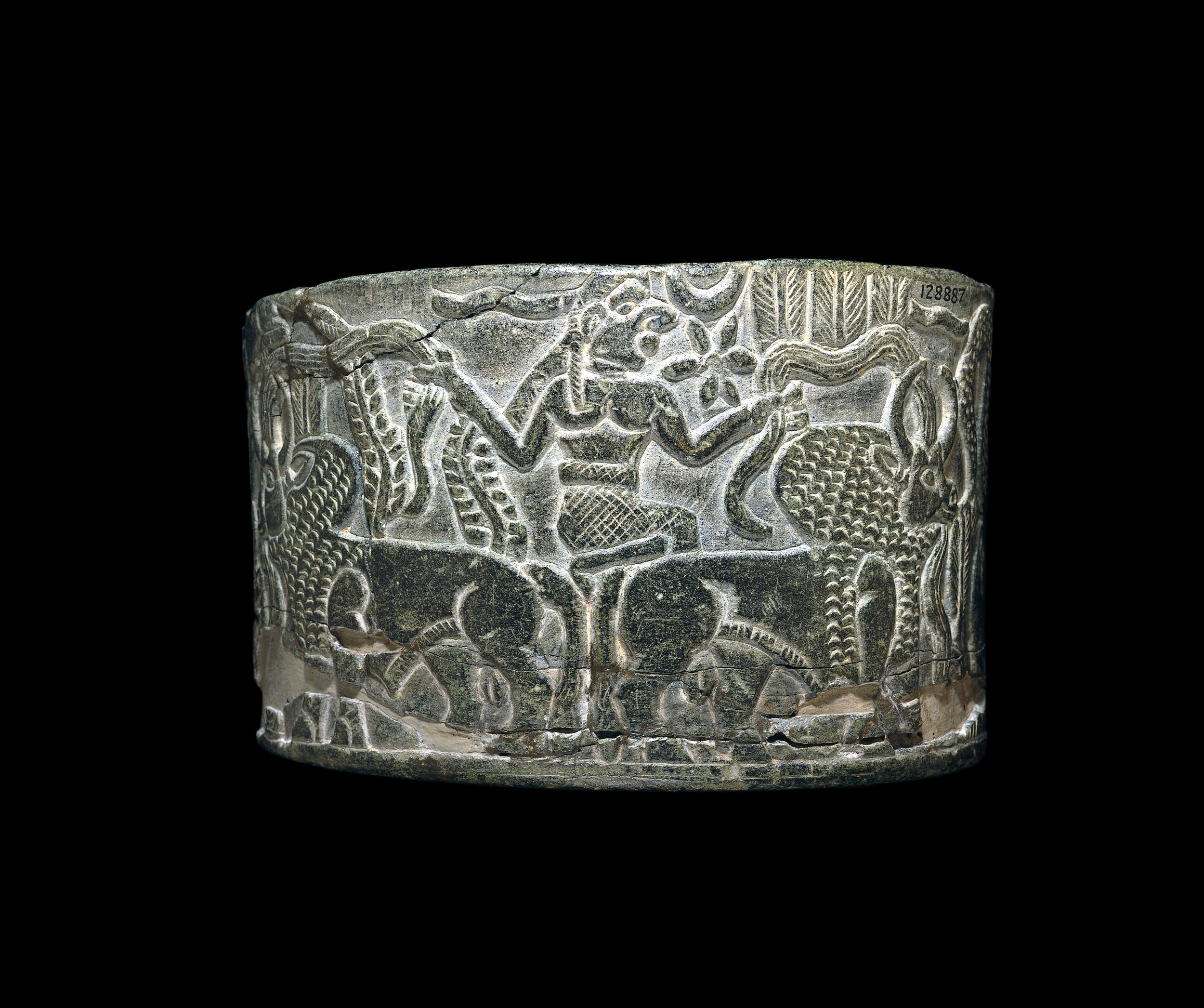
Box von Khafajah Diyala Tal (vermutlich), 2600–2400 v. Chr., British Museum BM128887
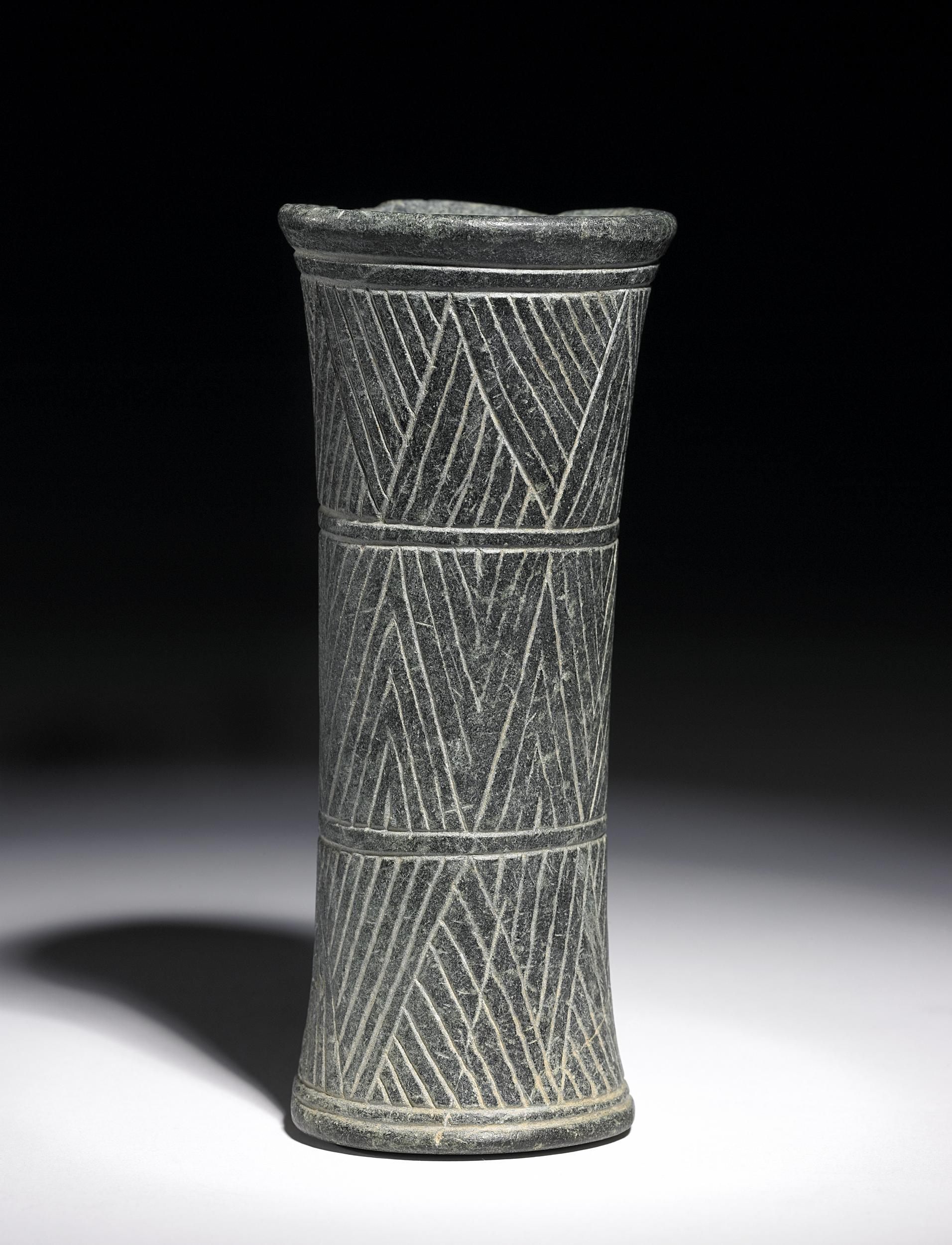
Gefäß von Bampur, 3000–2000 v. Chr., British Museum BM129054
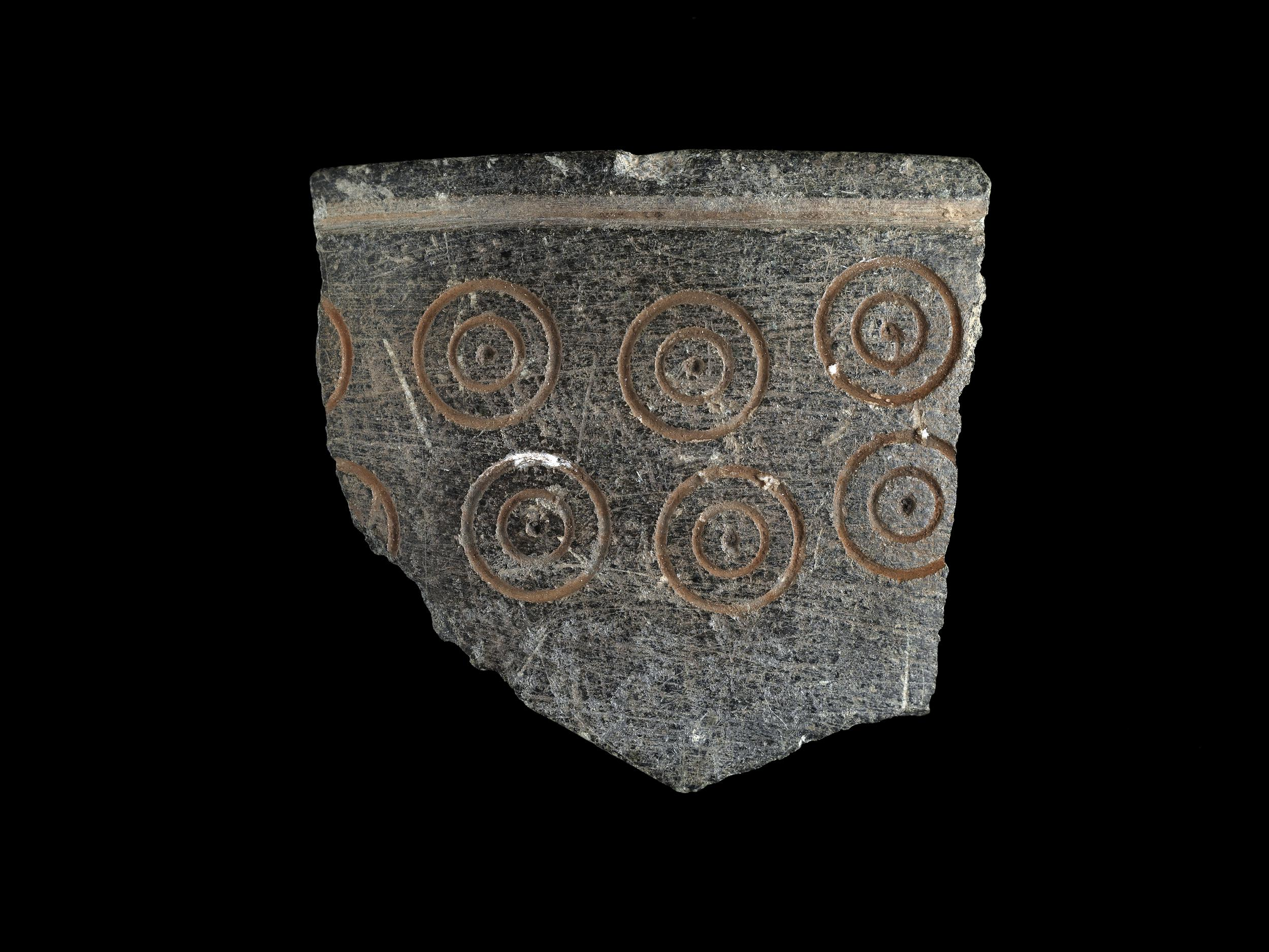
Fragment von Ur (vermutlich in Oman oder Iran hergestellt), evtl. 2000–1000 v. Chr., British Museum 124425
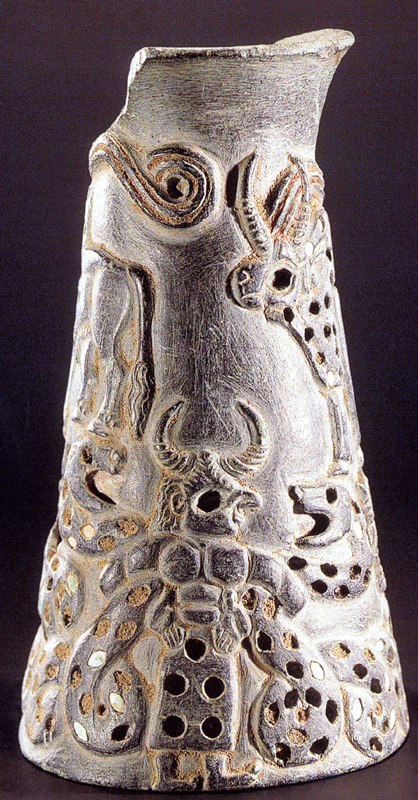
Vase aus der Dschiroft-Region
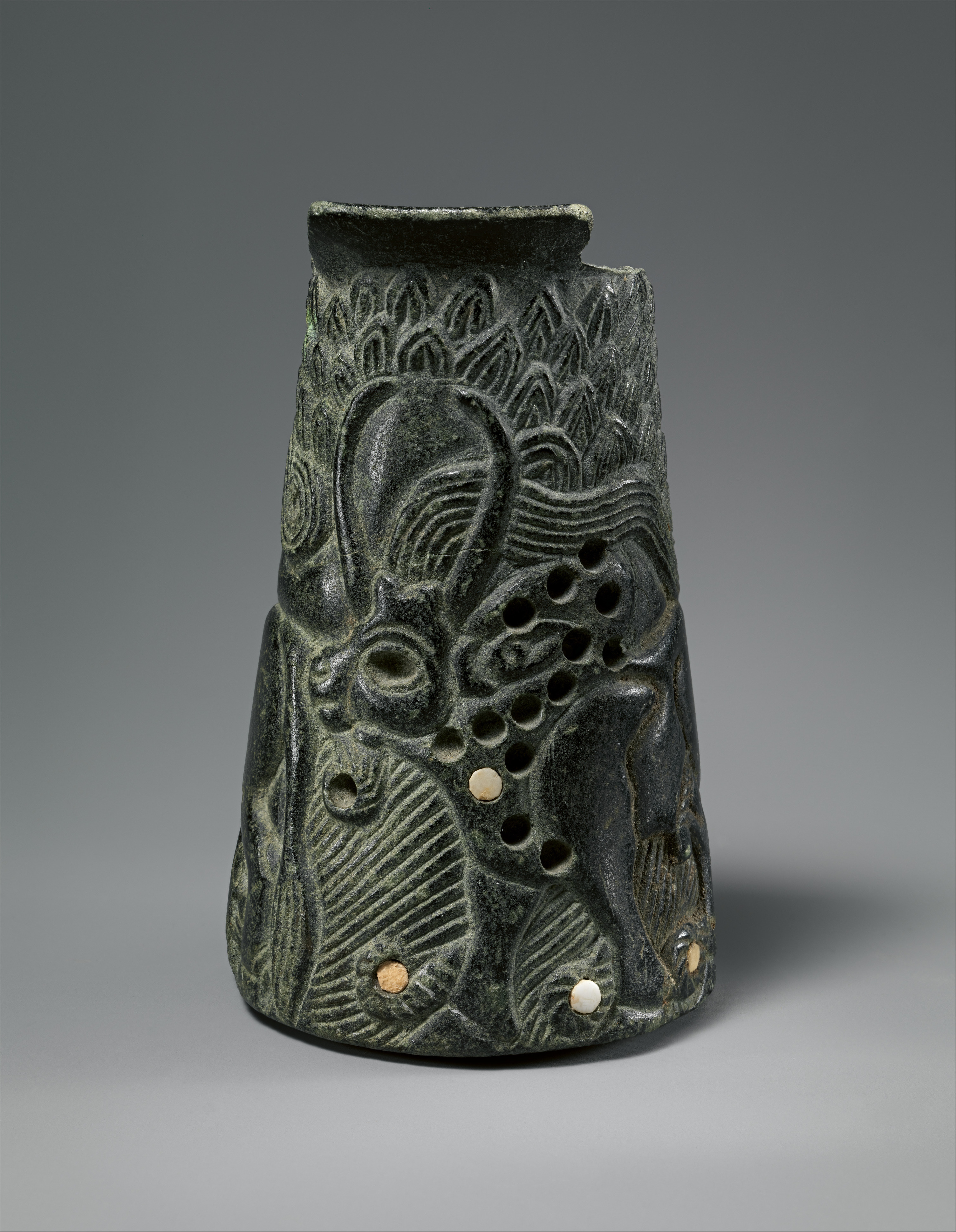
Gefäß mit zwei Zebus, vermutlich Persischer Golf, 2600–2350 v. Chr., Metropolitan Museum of Art 2014.717

## Rohmaterial
Chlorite sind Minerale, die relativ häufig vorkommen und durch verschiedene geologische Prozesse in breiten Zonen von Lagerstätten entstehen können, die sich über Hunderte von Kilometern erstrecken. Sie sind auf der Arabischen Halbinsel, im Norden von Anatolien und in einem Gürtel, der entlang des Zagros-Gebirges verläuft, zu finden. Die Vorkommen entsprechen in etwa den archäologischen Fundstellen der Chloritgefäße.
Da Chlorite sowohl magmatisch als auch methamorph entstehen, was viele verschiedene chemische und physikalische Varianten zulässt – manchmal sogar innerhalb einer einzigen Quelle – ist es ohne genügend geologische Proben von der Quelle schwierig, eine archäologische Studie über die Herkunft des Materials zu erstellen. Der geologische Fingerprint für Chlorite kann nicht mit der gleichen Präzision wie zum Beispiel für Obsidian festgelegt werden. Mit verschiedenen Verfahren wie der Neutronenaktivierungsanalyse, der chemischen Spurenelementanalyse und der Röntgenbeugungsanalyse konnte festgestellt werden, dass Chlorit in der Untersuchung nur zu einem kleinen Teil vorhanden war. Die überwiegende Mehrheit der gesammelten Proben aus Chlorit und/oder Chloritverbindungen, insbesondere der Gefäße des interkulturellen Stils, waren mit anderen Mineralien, wie Dolomit, Quarz und Serpentinen, gemischt. In einer vorläufigen Zusammenstellung wurden die untersuchten archäologischen Gegenstände aufgrund von geologischen Unterschieden im Gestein als Ergebnis der Untersuchung in folgende Gruppen aufgeteilt:
- das südliche Mesopotamien und das Diyala Tal
- das Gebiet Susa, Mari und Tepe Yahya
- das Gebiet Susa und Mari
- das Gebiet Susa, Adab und der Persische Golf mit der Arabischen Halbinsel

Aus der Sicht der Archäologie führte das Ergebnis zu folgenden Aussagen:
- Die Gesamtverteilung der Gefäße ist direktional. Die überwiegende Mehrheit der Gefäße aus dem südlichen Mesopotamien, aus dem Diyala-Tal, aus Mari am mittleren Euphrat und aus Susa stammen weder von Tepe Yahya noch von der Insel Tarut. Die Belege für einen Konsum von Chloritgefässen im Osten Irans oder dem Grenzgebiet des Indus sind marginal.[6]

- Sumer bezog seine Chloritgefäße aus verschiedenen Quellen. Während die offensichtliche Verbindung zwischen Tepe Yahya als Quelle und einigen der geschnitzten Artefakte aus späten frühdynastischen Kontexten in Mari problematisch bleibt, zeigen die Analysen, dass die früh datierten Chloritgefäße von Sumer nicht im Gebiet von Tepe Yahya hergestellt wurden.[7]

- Susa diente bei den Chloritgefäßen als Drehscheibe von verschiedenen Regionen, indem es diese Gefäße über einen beträchtlichen Zeitraum importierte, im Besonderen zu einer Zeit, als die Chloritwerkstatt in Tepe Yahya in Betrieb war.[8]

- Die Steingefäße, die auf der Insel Tarut gefunden wurden, waren aus verschiedenen Mineralien mit unterschiedlichen Herkunftsorten hergestellt. Bei den Materialien handelt es sich um relativ reines Chlorit, Talk oder Steatit, eine Mischung von Talk und Chlorit, Chloritquarz, Chloritandradit, Phlogopit und Muskovit Schiefer. Aufgrund der Funde könnte die Insel Tarut ein Handelszentrum oder ein Warenumschlagplatz gewesen sein.[9] Eventuell sei die Insel selber ein Produktionsstandort für Chloritgefäße gewesen und habe über eigenes Chlorit verfügt.[10]

## Interkultureller Stil/Série ancienne
| Tepe Yahya |

| Shahdad |

| Umm an-Nar |

| Mesopotamien |

| Malyan |

| Susa |

| Tarut |

| Mohenjo-Daro |

| Bampur |

| Gonur Depe |

| Soch |

Der Begriff des interkulturellen Stils wurde vom amerikanischen Anthropologen Philip L. Kohl in seiner Dissertation Seeds of Upheaval: The Production of Chlorite at Tepe Yahya and an Analysis of Commodity Production and Trade in Southwest Asia in the Third Millennium B. C. 1975 anhand einer Untersuchung von 292 Chloritgefäßen und der Verbreitung dieser Gefäße eingeführt. Bei den untersuchten Gefäßen handelt sich um einen erkennbaren Materialbestand, der in verschiedenen kulturellen Kontexten im 3. Jahrtausend v. Chr. vorgekommen ist und unter dem Begriff interkultureller Stil bekannt geworden ist. Aus diesem Bestand wurde ein Modell entwickelt, das die komplexen Handelsbeziehungen von Fertigwaren, halbfertigen Waren und Rohmaterial in der Bronzezeit von Westasien beschreibt. Der Autor nennt das Handelssystem „Weltsystem“ (englisch „world system“), in dem strukturell kontrastreiche städtische Tieflandzentren oder -kerne die ressourcenreichen Hochlandgebiete dominieren. Im Modell wird kein Ursprung für den Stil genannt. Die am sichersten datierten Gefäße aus Mesopotamien stammen aus der Frühdynastischen Zeit, während die am sichersten datierten Gefäße aus Tepe Yahya in die akkadische Periode festgelegt sind. Die aus Mesopotamien stammenden Gefäße wären also älter als diejenigen von Tepe Yahya. Zusätzlich lassen verschiedene Herstellungsmethoden auf verschiedene Produktionszentren schließen. Deshalb sei es aus der Sicht des Modells schwierig, den Südosten Irans als Ausgangspunkt bestimmen, wie ihn die Kritiker des interkulturellen Stils annehmen.
Das Modell wurde in der Folge vor allem von zwei Seiten kritisiert. Der amerikanische Anthropologe Gregory Louis Possehl argumentierte gegen einen systematischen Marktaustausch zwischen Sumer und Elam einerseits und dem östlichen Iran und den Grenzgebieten am Indus andererseits im mittleren bis späten 3. Jahrtausend v. Chr. Seine Kritik betont den sozialen Charakter des Austauschs, der die verschiedenen regionalen Gemeinwesen im Osten Irans miteinander verband. Nach der Meinung von Gregory Louis Possehl dienten die ausgetauschten Produkte, einschließlich der geschnitzten Weichsteingefäße aus Chlorit, der Befriedigung einer einheimischen ostiranischen Nachfrage. Die Waren, die ihren Weg weiter nach Westen in den südwestlichen Iran oder Mesopotamien fanden, gelangten zufällig über verschiedene unsystematische, ad hoc getroffene Vereinbarungen dorthin.
Für den französischen Kunsthistoriker Pierre Amiet ist das Modell um den interkulturellen Stil herum in Bezug auf die Chloritgefäße zu vage und zu wenig exakt. Er identifiziert diese als Vertreter von Kunstgegenständen der Kultur von Marhaschi oder Trans-Elam – ein von ihm eingeführten Ausdruck – im Osten Irans und hätten daher einen spezifischen iranischen Charakter. Bei den Chloritgefäßen handelt es sich seiner Meinung nach um Produkte von halbnomadischen Spezialisten, die ein Verhalten analog zu den Bewohnern von Meluḫḫa zeigen. Seiner Einschätzung nach seien die Steingefäße nur ein Teil einer gemeinsamen Manifestation künstlerischer Originalität, wie sie zum Beispiel in der bemalten Keramik zum Ausdruck kommt. Pierre Amiet wie auch der britische Archäologe Roger Moorey bevorzugen deshalb den Begriff „série ancienne“.
Sowohl Pierre Amiet als auch Gregory Louis Possehl verneinen die Existenz eines komplexen, vom Markt gesteuerten und ein von Händlern gelenktes Handelsnetz.
Nach Ansicht des amerikanischen Archäologen und Ethnologen Clifford Charles Lamberg-Karlovsky hat die Entdeckung der Werkstätten von Tepe Yahya die Beweise verzerrt und die Auffassung erstellt, dass die geschnitzten Gefäße aus Chlorit, einen „spezifischen iranischen Charakter“ hätten. Er merkt an, dass praktisch keine geschnitzten Chlorit Gefäße in Schahr-e Suchte, Tepe Hissar, Malyan, Tal-e Iblis oder im ganzen Nordwesten oder zentralen Iran vorkommen. Seiner Meinung nach hat der Ausdruck „série ancienne“ einen Verdienst, wenn es um chronologische Dinge geht, während der interkulturelle Stil nützlich ist, wenn es sich um kulturelle Prozesse handelt. Es sei bewiesen, dass Chloritgefäße von verschiedenen Kulturen sowohl produziert als auch konsumiert wurden.